# Andoni Lafuente
Andoni Lafuente Olaguibel (Guernica, 6 september 1985) is een Spaans voormalig wielrenner.

## Belangrijkste overwinningen
2003
- Spaans kampioen Puntenkoers (baan), Junioren

2006
- Spaans Kampioen Achtervolging (baan), Beloften

## Tourdeelnames
geen